# Jon Gallant
Jon Gallant (ur. 23 lipca 1976) – kanadyjski muzyk, basista kanadyjskiego zespołu altrockowego Billy Talent. Gra na gitarze od 12 roku życia. Na początku swojej kariery grał w zespole To Each His Own, gdzie grał też Ben Kowalewicz (wokalista Billy Talent).
Dorastał w Streetsville w Ontario. Razem z Benem i Aaronem uczęszczał do katolickiej szkoły Our Lady of Mount Carmel Catholic Secondary School, a następnie do Humber College, gdzie studiował jazz bass.
Ma żonę Alexis i syna Xaviera.